# 海田市駐屯地
海田市駐屯地（かいたいちちゅうとんち、JGSDF Camp Kaitaichi）は、広島県安芸郡海田町寿町2-1・広島市安芸区矢野に所在し、第13旅団司令部等が駐屯する陸上自衛隊の駐屯地である。

## 概要
最寄の演習場は、原村演習場。駐屯地司令は、第13旅団副旅団長が兼務。
1956年（昭和31年）9月30日、海田市町と東海田町の両町が合併し海田町が発足、海田市町は無くなったが駐屯地およびJR駅名にはそのまま海田市の名が残っている。毎年3月には桜まつりが開催され、一般開放されている。また毎年11月には、第13旅団の創立記念と海田市駐屯地創設記念を兼ねて、模擬訓練の展示が実施される。

## 沿革
日本陸軍
- 1936年（昭和11年）：大日本帝国陸軍が海田市の耕地15万坪、海面（8万坪）を買収[2]。
- 1939年（昭和14年）：陸軍被服支廠海田市倉庫となる。

連合軍
- 1945年（昭和20年）：連合国軍により接収。アメリカ軍第6軍第10軍団第41師団のうち3500人が進駐[3]。
- 1946年（昭和21年）：アメリカ軍に代りイギリス連邦占領軍により使用[4]。
- 1950年（昭和25年）1月：イギリス連邦占領軍による接収解除。
- 1951年（昭和26年）10月：イギリス連邦軍が一部を再接収。
- 1955年（昭和30年）8月25日：イギリス連邦軍から日本へ返還[5]。

警察予備隊海田市駐屯地
- 1950年（昭和25年）10月14日：福岡管区警察学校に入校していた隊員1000名を収容して警察予備隊海田市部隊の駐屯する警察予備隊の駐屯地として海田市駐屯地が開設[1]。海田市訓練所の入隊式を実施[4]。
- 1951年（昭和26年）5月1日：第3管区隊第8連隊編成により、第2大隊が駐屯。

保安隊海田市駐屯地
- 1952年（昭和27年）10月15日：保安隊海田市部隊として発足[6]。
- 1953年（昭和28年）：
  - 時期不明：第33会計隊第2分遣隊が新編[7]。
  - 9月1日：海田市駐屯地業務隊が編成完結。
  - 10月10日：第33会計隊第2分遣隊が出雲駐屯地へ移駐。

陸上自衛隊海田市駐屯地
- 1954年（昭和29年）7月1日：陸上自衛隊発足により移管[8]。陸上自衛隊海田市駐屯部隊が発足。

- 1962年（昭和37年）
  - 1月18日：第13師団編成完結。第8普通科連隊が米子駐屯地に移駐。第13施設大隊、第13補給隊、第13衛生隊、第13武器隊および第13通信大隊が伊丹駐屯地で新編 。
  - 1月23日：第13施設大隊が伊丹駐屯地から海田市駐屯地へ移駐[9]。
- 1970年（昭和45年）3月10日：第46普通科連隊が善通寺駐屯地で新編され、海田市駐屯地へ移駐。
- 1975年（昭和50年）8月1日：第13音楽隊が新編。
- 1991年（平成03年）3月29日：第13後方支援連隊が新編。
- 1999年（平成11年）3月29日：第13師団が第13旅団に改編（詳細は当該記事を参照）され、第47普通科連隊が新編。
- 2004年（平成16年）3月29日：中部方面後方支援隊隷下に中部方面輸送隊第104輸送業務隊第2端末地業務班が新編。
- 2008年（平成20年）3月26日：第47普通科連隊が中部方面混成団隷下に編成替え。
- 2013年（平成25年）3月26日：第13化学防護隊が新編。
- 2014年（平成26年）3月26日：

1. 第13施設中隊を第13施設隊に改編。
2. 第13通信中隊を第13通信隊に改編。
3. 第13化学武器防護隊を第13特殊武器防護隊に改編。

- 2018年（平成30年）3月27日：中部方面輸送隊第104輸送業務隊第2端末地業務班を廃止し、陸上自衛隊中央輸送隊隷下の第4方面分遣隊第2端末地業務班に改編。

## 駐屯部隊

### 中部方面隊隷下部隊
- 第13旅団
  - 第13旅団司令部
  - 第46普通科連隊
  - 第13後方支援隊
  - 第13施設隊
  - 第13通信隊
  - 第13特殊武器防護隊
  - 第13旅団司令部付隊
  - 第13音楽隊
- 中部方面混成団
  - 第47普通科連隊
- 中部方面後方支援隊
  - 第307普通科直接支援中隊：第47普通科連隊を支援
- 中部方面システム通信群
  - 第104基地システム通信大隊
    - 第312基地通信中隊
- 中部方面会計隊
  - 第350会計隊
- 海田市駐屯地業務隊

### 防衛大臣直轄部隊
- 警務隊
  - 中部方面警務隊
    - 第132地区警務隊
- 陸上自衛隊中央輸送隊
  - 第4方面分遣隊
    - 第2端末地業務班

## 最寄の幹線交通
- 高速道路：山陽自動車道広島東IC、志和IC
- 有料道路：海田大橋海田大橋出入口
- 一般道：国道2号、国道31号、国道54号、広島県道276号矢野海田線、広島県道34号矢野安浦線、広島県道164号広島海田線、広島県道84号東海田広島線
- 鉄道：JR西日本 山陽本線・呉線海田市駅、呉線矢野駅
- 港湾：広島港、（特定重要港湾）、呉港、福山港、尾道糸崎港（重要港湾）
- 飛行場：広島空港（国管理空港）、岩国飛行場（アメリカ海兵隊・海上自衛隊との共用空港）

## 近隣の重要施設
- 大崎発電所（出力25.9万kW。石炭）（豊田郡大崎上島町）
- 南原発電所（出力62.0万kW。水力）（広島市安佐北区）
- 新広島変電所（超高圧変電所）（東広島市）
- 新西広島変電所（超高圧変電所）（広島市西区）
- 広島変電所（一次変電所）（広島市東区）
- 北尾道変電所（一次変電所）（尾道市）
- 北広島変電所（中間変電所）（広島市安佐南区）
- 御調開閉所（尾道市）
- 三原開閉所（三原市）
- 海上自衛隊呉基地（呉市）
- 米軍川上弾薬庫、秋月補給処（東広島市）
- JFEスチール西日本製鉄所福山地区（日本最大の製鉄所の一角を成す）（福山市）
- 日本製鉄瀬戸内製鉄所呉地区（呉市）
- 三菱重工業広島製作所（原子力発電関連、航空宇宙関連工場）（広島市西区）
- 日本製鋼所広島製作所（日本唯一の火砲製造工場）（広島市安芸区）
- 中国化薬江田島/屋形石分工場（江田島市）
- しまなみ海道